# Campeonato Mundial de Halterofilismo de 2023 - Até 73 kg masculino
A categoria até 73 kg masculino foi um evento do Campeonato Mundial de Halterofilismo de 2023, disputado em Riade, na Arábia Saudita, nos dias 8 e 9 de setembro de 2023.

## Calendário
Horário local (UTC+3)
| Dia           | Horário | Fase    |
| ------------- | ------- | ------- |
| 8 de setembro | 14:00   | Grupo D |
| 9 de setembro | 11:30   | Grupo C |
| 9 de setembro | 16:30   | Grupo B |
| 9 de setembro | 19:00   | Grupo A |

## Medalhistas
| Evento    | Ouro                    | Ouro   | Prata                   | Prata  | Bronze                      | Bronze |
| --------- | ----------------------- | ------ | ----------------------- | ------ | --------------------------- | ------ |
| Arranque  | Wei Yinting (CHN)       | 157 kg | Weeraphon Wichuma (THA) | 154 kg | Ritvars Suharevs (LAT)      | 154 kg |
| Arremesso | Weeraphon Wichuma (THA) | 195 kg | Bak Joo-hyo (KOR)       | 187 kg | Muhammed Furkan Özbek (TUR) | 187 kg |
| Total     | Weeraphon Wichuma (THA) | 349 kg | Wei Yinting (CHN)       | 337 kg | Muhammed Furkan Özbek (TUR) | 334 kg |

## Recordes
Antes desta competição, o recorde mundial da prova era o seguinte:
| Recorde         | Tipo      | Atleta                      | Peso   | Local     | Data                  |
| Recorde Mundial | Arranque  | Shi Zhiyong (CHN)           | 169 kg | Tasquente | 20 de abril de 2021   |
| Recorde Mundial | Arremesso | Rahmat Erwin Abdullah (INA) | 200 kg | Bogotá    | 9 de dezembro de 2022 |
| Recorde Mundial | Total     | Shi Zhiyong (CHN)           | 364 kg | Tóquio    | 28 de julho de 2021   |

## Resultado
Os resultados foram os seguintes.
| Pos.              | Atleta                             | Grupo | Arranque (kg) | Arranque (kg) | Arranque (kg) | Arranque (kg)     | Arremesso (kg) | Arremesso (kg) | Arremesso (kg) | Arremesso (kg)    | Total      |
| Pos.              | Atleta                             | Grupo | 1             | 2             | 3             | Resultado         | 1              | 2              | 3              | Resultado         | Total      |
| ----------------- | ---------------------------------- | ----- | ------------- | ------------- | ------------- | ----------------- | -------------- | -------------- | -------------- | ----------------- | ---------- |
| Medalha de ouro   | Weeraphon Wichuma (THA)            | C     | 145           | 150           | 154           | Medalha de prata  | 190            | 190            | 195 JWR        | Medalha de ouro   | 349        |
| Medalha de prata  | Wei Yinting (CHN)                  | A     | 155           | 155           | 157           | Medalha de ouro   | 180            | 180            | 180            | 9                 | 337        |
| Medalha de bronze | Muhammed Furkan Özbek (TUR)        | A     | 143           | 146           | 147           | 11                | 185            | 187            | 191            | Medalha de bronze | 334        |
| 4                 | Julio Mayora (VEN)                 | A     | 147           | 150           | 150           | 7                 | 183            | 187            | 187            | 6                 | 333        |
| 5                 | David Sánchez (ESP)                | D     | 145           | 145           | 148           | 8                 | 184            | 188            | 188            | 5                 | 332        |
| 6                 | Karem Ben Hnia (TUN)               | A     | 146           | 146           | 149           | 13                | 180            | 186            | 188            | 4                 | 332        |
| 7                 | Tojonirina Andriantsitohaina (MAD) | D     | 146           | 151           | 153           | 4                 | 178            | 182            | 182            | 11                | 331        |
| 8                 | Masanori Miyamoto (JPN)            | A     | 147           | 147           | 151           | 10                | 178            | 183            | 188            | 7                 | 330        |
| 9                 | Bak Joo-hyo (KOR)                  | A     | 143           | 143           | 147           | 17                | 180            | 187            | 192            | Medalha de prata  | 330        |
| 10                | Ryan Grimsland (USA)               | B     | 140           | 145           | 148           | 14                | 181            | 188            | 188            | 8                 | 326        |
| 11                | Luis Javier Mosquera (COL)         | B     | 145           | 150           | 150           | 6                 | 175            | 175            | 175            | 14                | 325        |
| 12                | Roberto Gutu (GER)                 | C     | 144           | 148           | 151           | 5                 | 168            | 173            | 178            | 16                | 324        |
| 13                | Bernardin Matam (FRA)              | C     | 133           | 136           | 139           | 22                | 172            | 176            | 179            | 10                | 318        |
| 14                | Samir Fardjallah (ALG)             | B     | 140           | 146           | 148           | 12                | 171            | 171            | 176            | 19                | 317        |
| 15                | Jorge Cárdenas (MEX)               | C     | 140           | 145           | 145           | 19                | 170            | 175            | 180            | 13                | 315        |
| 16                | Ajith Narayan (IND)                | C     | 136           | 136           | 140           | 21                | 164            | 169            | 172            | 18                | 312        |
| 17                | Ismail Jamali (ESP)                | D     | 138           | 143           | 147           | 16                | 167            | 167            | 167            | 23                | 310        |
| 18                | Edidiong Umoafia (NGR)             | D     | 140           | 140           | 140           | 18                | 160            | 170            | 177            | 21                | 310        |
| 19                | Caden Cahoy (USA)                  | C     | 133           | 137           | 141           | 23                | 173            | 173            | 173            | 17                | 310        |
| 20                | Sergio Cares (CHI)                 | C     | 128           | 132           | 135           | 24                | 158            | 163            | 166            | 25                | 301        |
| 21                | Abdulrahman Al-Beladi (KSA)        | C     | 125           | 125           | 129           | 29                | 160            | 167            | 173            | 24                | 296        |
| 22                | Jonathan Chin (GBR)                | D     | 125           | 129           | 130           | 30                | 162            | 167            | 170            | 22                | 292        |
| 23                | Ahsaan Shabi (LBA)                 | D     | 130           | 130           | 136           | 27                | 155            | 160            | —              | 27                | 290        |
| 24                | Jorge Hernández (HON)              | D     | 120           | 125           | 131           | 31                | 155            | 161            | 161            | 26                | 286        |
| 25                | Achinta Sheuli (IND)               | D     | 130           | 130           | 130           | 28                | 150            | 155            | 160            | 29                | 285        |
| 26                | Manuila Raobu (TUV)                | D     | 120           | 125           | 125           | 32                | 145            | 150            | 155            | 30                | 275        |
| 27                | Rafael Candeias (POR)              | D     | 109           | 115           | 120           | 33                | 133            | 139            | 145            | 31                | 260        |
| 28                | Zubair Nazari (AFG)                | D     | 100           | 105           | 110           | 34                | 125            | 130            | 135            | 32                | 240        |
| 29                | Geoffrey Otieno Oduor (KEN)        | D     | 90            | 95            | 101           | 35                | 120            | 120            | 125            | 33                | 220        |
| —                 | Mitsunori Konnai (JPN)             | A     | 145           | 145           | 145           | —                 | 175            | 181            | 187            | 15                | —          |
| —                 | Ritvars Suharevs (LAT)             | A     | 150           | 154           | 156           | Medalha de bronze | 178            | 178            | 181            | —                 | —          |
| —                 | Yusuf Fehmi Genç (TUR)             | A     | 145           | 148           | 150           | 9                 | 185            | 186            | 187            | —                 | —          |
| —                 | Suttipong Jeeram (THA)             | A     | 145           | 150           | 151           | 15                | 180            | 180            | 180            | —                 | —          |
| —                 | Bektimur Reýimow (TKM)             | B     | 143           | 145           | 145           | —                 | 170            | 170            | 171            | 20                | —          |
| —                 | Max Lang (GER)                     | B     | 145           | 146           | 146           | —                 | 176            | 176            | —              | 12                | —          |
| —                 | Piotr Kudłaszyk (POL)              | B     | 135           | 137           | 137           | 25                | 175            | 175            | 175            | —                 | —          |
| —                 | Julio Cedeño (DOM)                 | C     | 136           | 140           | 143           | 20                | 166            | 166            | 166            | —                 | —          |
| —                 | Nicolas Vachon (CAN)               | C     | 133           | 137           | 137           | 26                | 172            | 172            | 172            | —                 | —          |
| —                 | Omar Javadov (AZE)                 | C     | 145           | 145           | 145           | —                 | —              | —              | —              | —                 | —          |
| —                 | Indika Dissanayake (SRI)           | D     | 130           | 130           | 130           | —                 | 155            | 160            | 161            | 28                | —          |
| —                 | Mirko Zanni (ITA)                  | A     | —             | —             | —             | —                 | —              | —              | —              | —                 | —          |
| —                 | Rizki Juniansyah (INA)             | B     | —             | —             | —             | —                 | —              | —              | —              | —                 | —          |
| —                 | Jair Reyes (ECU)                   | B     | —             | —             | —             | —                 | —              | —              | —              | —                 | —          |
| —                 | Jon-Antohein Phillips (RSA)        | D     | Não largou    | Não largou    | Não largou    | Não largou        | Não largou     | Não largou     | Não largou     | Não largou        | Não largou |